# كالوني ريكورت
كالوني ريكورت (بالفرنسية: Calonne-Ricouart)‏ هي بلدية تقع في إقليم باد كاليه من منطقة نور با دو كاليه في شمال فرنسا. تبلغ مساحة هذه المدينة 4.61 (كم²)، وترتفع عن سطح البحر 65 م، يبلغ عدد سكانها 5989 نسمة حسب إحصاء المعهد الوطني للإحصاء والدراسات الاقتصادية سنة 2009 م. وترأس André Delcourt البلدية خلال فترة (2008-2014).

## أعلام
- ماريان ويسنيسكي
- روبير بودتشنسكي